# Bataille de Ruvo
Pour les articles homonymes, voir Ruvo.
Troisième guerre d'Italie
Batailles
- Capoue (1501)
- Seminara (25 décembre 1502)
- Barletta (13 février 1503)
- Ruvo (23 février 1503)
- Seminara (21 avril 1503)
- Cérignole (28 avril 1503)
- Garigliano (29 décembre 1503)

La bataille de Ruvo, le 23 février 1503, est une victoire de l'armée espagnole commandée par Gonzalve de Cordoue sur l'armée française conduite par Jacques de la Palice à Ruvo, dans le royaume de Naples, pendant la troisième guerre d'Italie.

## Contexte
À la suite du traité de Grenade signé le 11 novembre 1500, les monarques espagnol Ferdinand II d'Aragon et français Louis XII se partagent le royaume de Naples. L'application du traité génère de nouvelles tensions et la guerre reprend entre les deux souverains. C'est le début de la troisième guerre d'Italie.

## Bataille

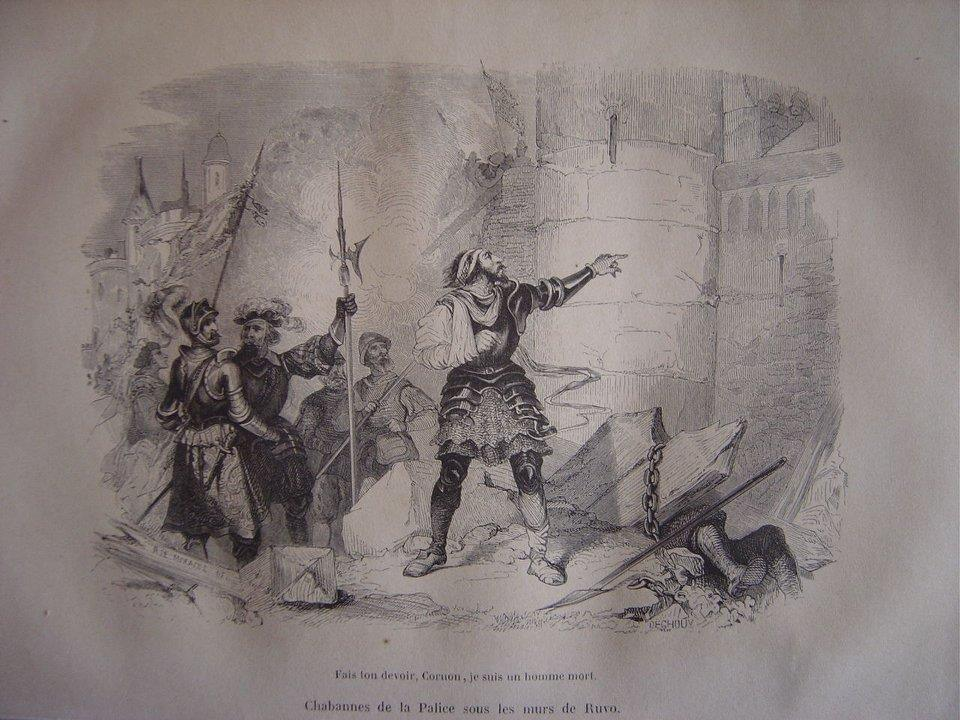
Bataille de Ruvo (1850), lithographie de René de Moraine.

Pendant l'hiver 1502-1503, les Espagnols se tiennent en retrait, retranchés dans la forteresse de Barletta, sur les rives de l'Adriatique. Lorsqu'il apprend le retrait de Louis d'Armagnac, Gonzalve de Cordoue mène une offensive sur la ville de Ruvo, défendue par Jacques de la Palice.
Le général espagnol lance l'assaut au petit matin par une canonnade. Il rencontre une résistance farouche de la part des Français. Après quatre heures de tirs d'artillerie, une brèche est ouverte dans les murailles, par laquelle les soldats espagnols investissent la ville. S'ensuivent sept heures de combat à l'épée avant que La Palice soit blessé et fait prisonnier.
L'armée espagnole se retire rapidement vers Barletta pendant que Louis d'Armagnac se porte sur Ruvo pour secourir les Français. Apercevant le drapeau espagnol sur les murs de la ville, il comprend qu'il arrive trop tard et se retire.